# Jacob Besage
Jacob Besage (Oostende - Oostende, 17 juni 1629) was een Oostendse kaperkapitein. Hij is vooral bekend doordat hij tijdens de zeeslag van 17 juni 1629 aan het hoofd stond van de Oostendse kapervloot die de staatse admiraal Piet Hein met een kanonschot gedood heeft.

## Politieke situatie
In 1621 eindigt het Twaalfjarig Bestand tussen de rebellerende (Noordelijke) Nederlanden en Spanje. Onmiddellijk wordt de oorlog op zee hervat. De Spaanse bevelvoering ziet daarin dat de enige mogelijkheid om de staatsgezinden te breken ligt in het vernietigen van hun handel en dus van hun macht op zee.
Direct in 1621 worden vanuit Oostende en Duinkerke kaperschepen uitgerust om te jagen op Hollandse en Zeeuwse schepen. De reactie hierop van de staatse vloot is een blokkade van de Vlaamse kust onder leiding van Piet Hein.

## Het eskader van Wakken
Naast de officiële Spaanse zeemacht "de Armada" waren er ook zogenaamde particuliere Armazons, dit zijn kaperschepen uitgerust door particuliere reders. 
De Oostendse kapers voeren in het zogenaamde Eskader van Wakken. De schepen van dit eskader maten 50, 60 en 70 last (1 last is ongeveer 2 ton). Ze opereerden in meuten van 5-6 schepen.  In de boeken van de Admiraliteit zijn 14 kapiteins gekend die voor dit eskader voeren waaronder Besage.

## Succesvolle kaapvaart
In de logboeken van de admiraliteit staan o.a. volgende veroveringen door Besage:
- 1 april 1628: kelderen van 3 staatse schepen en opbrengen te Oostende van een schip geladen met pakketten.
- 5 september 1628: kelderen van 2 schepen en opbrengen van een oorlogsschip naar Oostende. Dit schip was bewapend met 6 bronzen kanonnen en 12 ijzeren stukken. Bij dezelfde expeditie werd ook een fluit beladen met tafels gekaapt.
- 9 december: opbrengen van een Amsterdammer van 100 last geladen met zalm, peper en pakketten. De verkoop ervan bracht 70.000 gulden op.
- Maart 1629: een fluit van honderd last geladen met wijn, hij boort al strijdend ook een Hollander en Engelsman in de grond.

Uit 1628 dateert een schrijven van de Admiraliteit dat er in Oostende onvoldoende magazijnen zijn om alle buit op te slaan.

## Dood van Besage
Op 17 juni 1629 botst het eskader van Wakken, dat volgens de meeste bronnen uit 3 schepen bestond, op een eskader van Piet Hein. Over het aantal staatse schepen varieert het cijfer vanaf 7 eenheden. In elk geval waren de Spaansgezinden in de minderheid. Volgens documenten van de admiraliteit greep de ontmoeting plaats tussen Boulogne en Kales (Calais). De Sint Anna was het commandoschip waarover Besage het bevel voer. Een ander Vlaams schip stond onder het bevel van Hendrik Otsen.
De Oostendenaars vluchtten niet maar gingen de strijd aan met de staatse overmacht. Midden de strijd werd admiraal Hein door een kanonskogel afgevuurd vanaf het commandoschip van Besage gedood. Na de dood van Piet Hein nam zijn vlaggenkapitein Tromp het bevel over. De staatse vloot vocht door de dood van Hein nog verwoed verder. Besage werd op het dek van zijn schip neergeschoten. Hendrik Otsen werd een been afgeschoten en overleed te Oostende aan zijn verwondingen op 16 juli 1629.
De staatsen veroverden twee Oostendse kaperschepen en liet de bemanning ter plaatse ophangen. Het schip van Besage met zijn lijk aan boord kon ontsnappen en liep zwaar gehavend Oostende binnen.
Besage werd plechtig bijgezet in de Sint-Pieterskerk van Oostende. Zijn grafschrift is verdwenen maar het werd opgetekend door Foppens:
Tot loffelyck gedacht der vromen Capiteyn
Jacques Besage die den koninck, t'edel greyn,
getrouwelyck heeft gedient zijnde onder het ghebieden
van d'edel moghend'heer, die eere moet geschieden,
Charles van Bourgonie, graef van Wacken reyn
waer voor Besage heeft int groot Neptunus pleyn
getoont syn cloeck gewelt, t'en heeft hem noyt verdroten
den geusen admirael heeft hy self doot geschoten.
T'was hunnen Generael Pieter Pieterssen Heyn
voor wien de groote zee scheen wesen veel te cleyn,
hy noemde hem onsen schrik, den Roem der Batavieren.
Besage wel gemoed deed hem van t'leven swieren
en als hy met gewelt dit stuck had uytgerecht
dan was hy wel tevreen te blyven in t'gevecht:
volherdigh in den stryt is hy seer cloeck gebleven
tot dat hy vechter-hand gelaeten heeft zyn leven,
in juny seventhien, t'jaer sesthien hondert
met negen en twintig. Maer elck een dier op let
tot lavenis van zyn ziel hem uw gebedt wilt schenken
en zegt den Heere wilt belaen die ziele gedenken. 

## Verwijzingen
Er bestaat een Jacob Besagestraat in Oostende.